# Karleby (Falster)
 For alternative betydninger, se Karleby. (Se også artikler, som begynder med Karleby)
Karleby er en landsby på Falster med under 200 indbyggere, beliggende 3 km sydøst for Horreby, 13 km syd for Stubbekøbing og 13 kilometer øst for kommunesædet Nykøbing Falster. Landsbyen hører til Guldborgsund Kommune og ligger i Region Sjælland.
Karleby hører til Karleby Sogn, og Karleby Kirke ligger i landsbyen. Karleby Præstegård stammer fra 1700-tallet og har været fredet siden 1950. Kirkelandsbyen Karleby er vokset sammen med Smalby og Hjortebjerg mod sydvest. Karleby ligger 3 km nord for herregården Corselitse, som siden 1792 er ejet af Det Classenske Fideikommis.

## Historie
I 1899 beskrives Karleby, Smalby og Hjortebjerg således: "Karleby med Kirke, Præstegd., Skole, Husflidsskole og det Classenske Fideikommis’ Plejestue (aabnet 1877 af det Classenske Fideikommis for Børn og unge Piger, der ere svagelige eller Rekonvalescenter);...Smalby, Huse. Hjortebjærg Skole, opr. 1866 for ældre, dog ukonfirmerede, forsømte Piger. Hjortebjærg Andelsmejeri."

### Skolerne
I 1854 bekostede fideikommisset en ny skolebygning. I 1922 blev en ny kommuneskole bygget. I området fandtes desuden Hjortebjerg Skole fra 1866, der var en mellemting mellem børnehjem, skole og opdragelsesanstalt. Den ligger på Hjortebjergvej 16 og er bevaret som privat beboelse.

### Rekonvalescenthjemmet
I 1863 blev Karleby Børnehjem oprettet for 12 fattige piger. Det blev nedlagt i 1891 for at blive lagt sammen med plejestuen, der i 1877 var oprettet i skolen for 8, senere 14 børn og unge piger, der var rekonvalescenter eller led af en sygdom, der ikke krævede hospitalspleje. Efter sammenlægningen med børnehjemmet blev plejestuen et plejehjem for 30 patienter. I 1950 fik det status som rekonvalescenthjem, og det blev nedlagt i 1975.

### Huse
Fideikommisset udstykkede omkring 1850 en række smålodder. Her findes stadig 4 karakteristiske sorttjærede træhuse, som typisk er stråtækte og i enkelte tilfælde også stråklædte. På Tunderup Strandvej ligger også 3 huse, som er af "fideikommis-type".

### Hjortebjerg Andelsmejeri
Hjortebjerg Andelsmejeri, der var grundlagt i 1889, blev i 1959 sluttet sammen med Horreby Andelsmejeri, der i 1965 blev optaget i mejerisammenslutningen "Falster" i Horreby.

### Stubbekøbingbanen
Karleby fik jernbanestation på Stubbekøbing-Nykøbing-Nysted Banens strækning Nykøbing-Stubbekøbing (1911-66). Karleby Station lå i landsbyen Eget 1 km nordvest for Karleby. Den lå omtrent midt på strækningen og havde krydsningsspor med perron, separat læssespor og stikspor til en læsserampe for sukkerroer.
Stationsbygningen er bevaret på Eget Stationsvej 1.